# Feodora Gleichen
Feodora Georgina Maud Gleichen (20 décembre 1861 Londres - 22 février 1922 Londres) est une sculptrice britannique de figures et de bustes et designer d'objets décoratifs.

## Jeunesse
Née comtesse Feodora Georgina Maud von Gleichen, elle est la fille aînée de Victor de Hohenlohe-Langenbourg, officier de marine britannique et sculpteur, un demi-neveu de la reine Victoria) et de son épouse morganatique, Laura Seymour, fille de l'amiral George Seymour, un neveu éloigné de la reine Jane Seymour épouse d'Henry VIII. Au sein de sa famille, elle est appelée Feo. Son père ayant été en grande partie déshérité au moment de son mariage, il adopte dans un premier temps le titre comital morganatique de sa femme. La famille est accueillie par la reine et reçoit la grâce et la faveur d'un logement au Palais Saint James. Son frère, Lord Edward Gleichen, devient un officier militaire de carrière et un auteur. Sa sœur, Lady Helena Gleichen, devient portraitiste.
Le 15 décembre 1885, la circulaire de la Cour annonce la permission de la reine à la mère de Feodora de partager le rang de son père à la cour de Saint-James, et désormais ils sont connus sous le nom de Son Altesse Sérénissime prince et de princesse Victor de Hohenlohe-Langenbourg. Mais la reine n'a pas accordé ce privilège à leurs quatre enfants, bien qu'elle ait confirmé l'utilisation de leur titre allemand en tant que comtes et comtesses. En 1889, Feodora et ses sœurs Valda et Helena sont demoiselles d'honneur de la princesse royale Louise et du duc de Fife. Le 12 juin 1913, Feodora et ses sœurs obtiennent la préséance devant les filles des ducs de la pairie d'Angleterre par George V.

## Éducation

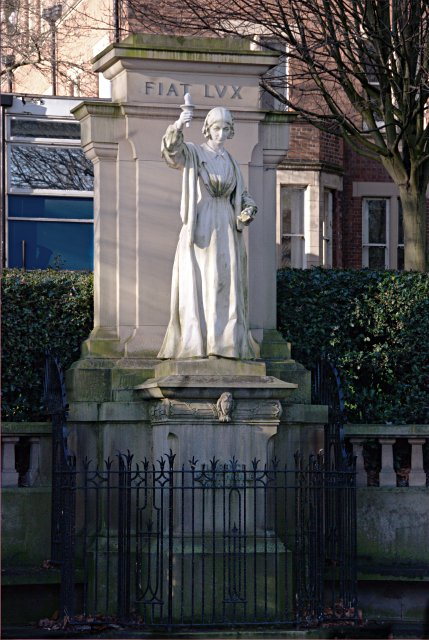
Statue de Florence Nightingale

Elle étudie l'art dans l'atelier de son père à St James et plus tard avec Alphonse Legros à la Slade School of Fine Art. Tout en conservant l'atelier de son père, elle s'associe à des artistes de premier plan tels que George Frampton, sculpteur de la statue de Peter Pan dans les jardins de Kensington. Elle termine ses études à Rome en 1891 et expose régulièrement à la Royal Academy à partir de 1892 et à la New Dudley Gallery.

## Carrière
Après la mort de son père en 1891, elle reprend son atelier à l'intérieur du palais St James,.
Gleichen est une artiste multidisciplinaire, créant de grandes sculptures pour des lieux publics aussi bien que des objets plus petits, bustes de portrait,, dessins,, petits bronzes et des bas-reliefs. Elle produit de nombreux objets décoratifs tels que des cadres, calices et de petites sculptures, parfois à l'usage de la famille royale. Un bas-relief et un miroir à main en jade et bronze lui valent une médaille de bronze en 1900 à l'Exposition Universelle de Paris . Elle aide également avec des illustrations pour l'expédition Younghusband au Tibet en 1904.

## Œuvres majeures

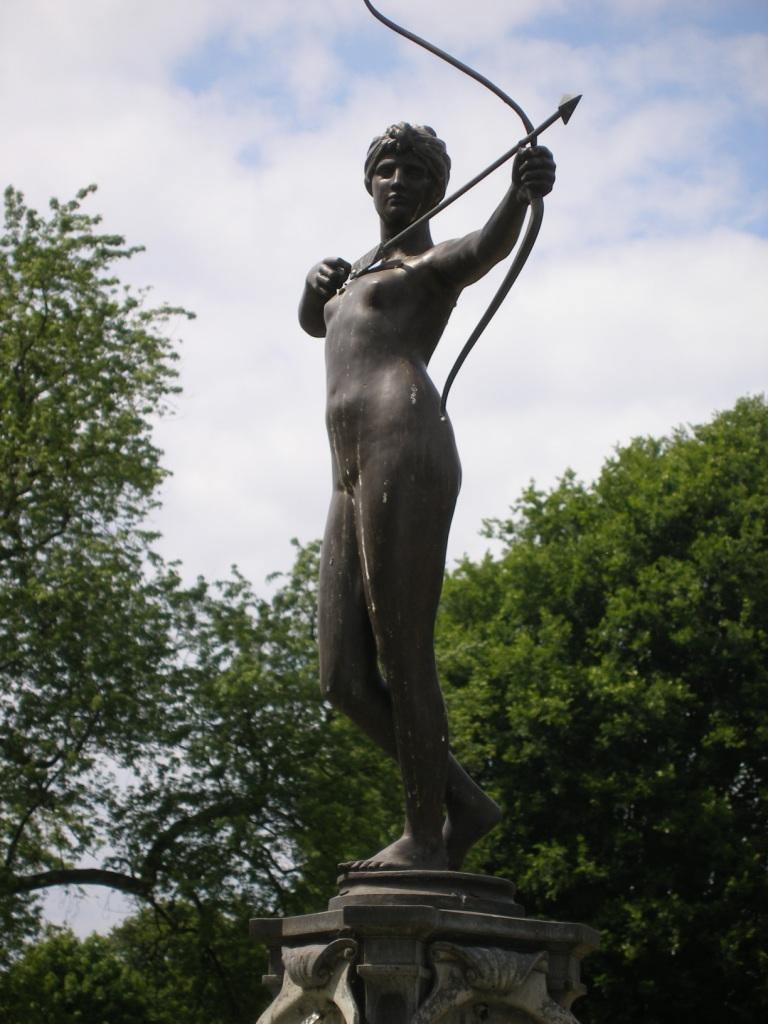
Fontaine Diana, Hyde Park, Londres

- Statue de la reine Victoria entourée d'enfants, Hôpital Royal Victoria, Montréal, Québec, Canada, 1895 [13]
- 1906 statue en bronze de Diana, Rotten Row, Hyde Park, Royaume-Uni [14],[15]
- Relief, Galerie d'art de Nouvelle-Galles du Sud, Sydney, Australie, 1906 [12]
- Édouard VII Memorial, King Edward VII Hospital, Windsor, Royaume-Uni, 1912 [16]
- Statue de Florence Nightingale, Infirmerie royale du Derbyshire, 1914 [17],[18]
- Mémorial de la 37e division (britannique), Monchy-le-Preux, France, 1921 [19],[20]

## Collections permanentes
Son œuvre de 1921 Head of a Girl fait partie de la collection permanente de la Tate Gallery . Un relief sculptural intitulé Queen Hatasu of Egypt est inclus dans la collection permanente de la Galerie d'art de Nouvelle-Galles du Sud .

## Fin de carrière
Pendant la Première Guerre mondiale, elle abandonne ses titres allemands, acceptant la rétrogradation par le roi au rang de fille d'un marquis par mandat royal de préséance, conformément à la réforme dynastique du roi des titres et des noms lors de l'établissement de la Maison de Windsor en 1917.
À la suite d'une opération pour l'appendicite en 1922, elle meurt dans son appartement du palais St James,,. Peu de temps avant sa mort, elle reçoit la Légion d'honneur en 1922 et est ensuite nommée à titre posthume la première femme membre de la Royal British Society of Sculptors,. La Société a par la suite créé un prix à son nom .